# 劉慶騏
劉慶騏（?—?），廣東省廣州府順德縣人，清朝政治人物、進士出身。
光緒二十一年（1895年），参加光緒乙未科殿試，登進士二甲99名。同年五月，著交吏部掣签分发各省，以知县即用，后改內閣中書。